# Cimetière de l'Est (Boulogne-sur-Mer)
Pour les articles homonymes, voir cimetière de l'Est.
Le cimetière de l'Est est l'un des cimetières de la ville de Boulogne-sur-Mer, dans le Pas-de-Calais, en France. Il se trouve rue de Dringhen.

## Histoire et description
Le cimetière de l'Est ouvre en 1806 après la fermeture des deux cimetières paroissiaux de la ville, celui de Notre-Dame et celui de Saint-Nicolas (pour la ville basse). Il a souffert des bombardements de la Seconde Guerre mondiale. Il est partagé en deux parties, séparées par la rue de Dringhen, le cimetière ancien et le cimetière nouveau. La partie ancienne est la plus intéressante car c'est ici que sont conservées le plus de tombes d'autrefois, souvent ornées. On y remarque nombre de médaillons, de bustes et de statues, œuvres de sculpteurs locaux (Jean de Bay, Achille Blot, Antoine Declercq, Paul Graf, John Hopkins, Édouard Lormier, etc.),,; alors que la partie moderne n'offre aucun intérêt esthétique.
Le visiteur remarque un petit monument érigé en mémoire du naufrage le 31 août 1833 de l’Amphitrite, un navire anglais, sur la côte boulonnaise où périrent quatre-vingt-deux personnes majoritairement déportées vers l'Australie, et enterrées ici. Il a été élevé en 1853.
Le Boulogne Eastern Cemetery, cimetière militaire, se trouve le long de ce cimetière.

## Personnalités inhumées

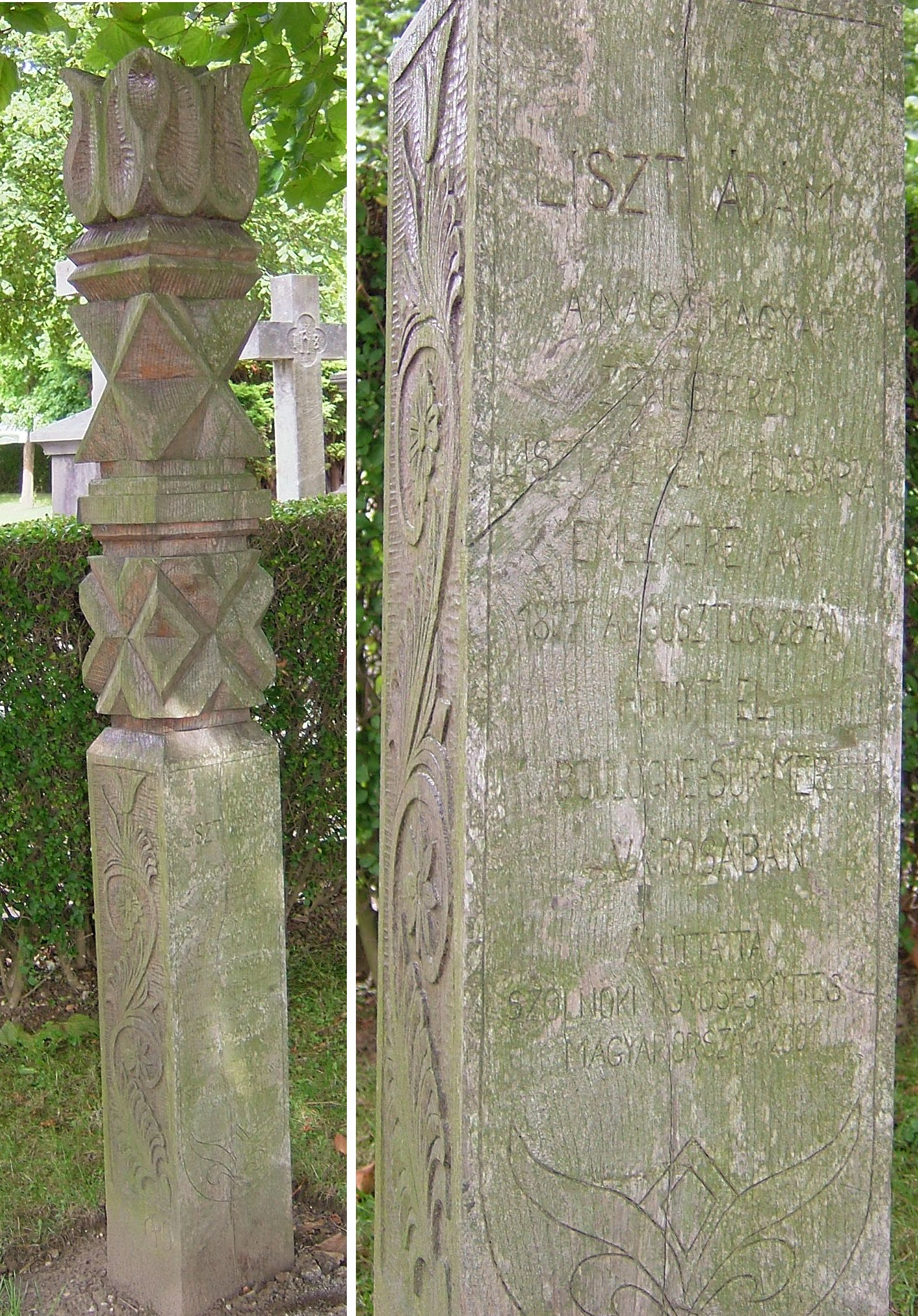
Stèle hongroise en mémoire d'Adam Liszt à l'entrée du cimetière.

- Auguste Angellier (1849-1911), doyen de la faculté des lettres de Lille, professeur de littérature anglaise (bas-relief d'une douleur par Laurent-Honoré Marqueste)
- Achille Blot (1855-1926), sculpteur qui laissa plusieurs œuvres dans ce cimetière
- Georges Bavière (1902-1971), Compagnon de la Libération
- Louis Bénard (1832-1898), secrétaire en chef de la marine (buste)
- Alexandre Coquelin, dit Coquelin Cadet (1848-1909), acteur à la Comédie-Française, officier de la Légion d'honneur (médaillon de marbre)
- Albert Debayser (1804-1886), architecte de l'hôtel de ville de Boulogne
- Augustin Demizel (1878-1967), sculpteur (obélisque et médaillon de marbre de sa fille par lui-même)
- Alfred Dubout (1854-1936), dramaturge (buste par Édouard Manchuelle)
- Guillaume Duchenne (1806-1875), neurologue
- François-Honoré Duhamel (1821-1882), maire de Boulogne (buste)
- Charles Eloffe (1925-1987), pianiste
- Louis Fontaine (1767-1849), négociant, député et maire de Boulogne (obélisque)
- Jacques-Oudart Fourmentin, dit baron Bucaille (1767-1848), corsaire boulonnais
- Adolphe Gérard (1804-1878), avocat et ami de José de San Martin (sarcophage)
- Georges Griois (1872-1944), peintre
- Ernest Hamy (1842-1908), médecin et ethnologue, fondateur du musée d'ethnographie du Trocadéro, membre de l'Institut (buste par Léon Fagel)
- Adam Liszt (1776-1827), violoncelliste, père de Franz Liszt qui mourut de typhoïde à Boulogne (cénotaphe)
- Eugène Livois (1815-1885), député et maire bonapartiste de Boulogne
- Émile Martel (1847-1910), peintre (médaillon par Achille Blot)
- Hubert-Louis Pringée (1827-1893), violoniste (buste et bas-relief)
- Frédéric Sauvage (1786-1857), inventeur de l'hélice à spirale (buste par John Hopkins)
- Colonel Joseph Sansot (1776-1853), fidèle napoléonien qui dut toutefois empêcher le débarquement à Boulogne de Louis-Napoléon Bonaparte (futur Napoléon III)